# FIVB World League
De FIVB World League is een internationale volleybalcompetitie. 
De competitie werd in 1990 opgericht als onderdeel van een marketingstrategie om volleybal wereldwijd te promoten, en is de langste en grootste competitie van alle internationale competities georganiseerd door de FIVB. De competitie wordt jaarlijks gehouden en is uitsluitend voor mannen. De vrouwelijke variant is de FIVB World Grand Prix.
De World League dient niet de worden verward met het wereldkampioenschap volleybal of de FIVB World Cup.

## Erelijst
| Jaar | Plaats                         |  | Goud             | Zilver               | Brons                |
| ---- | ------------------------------ |  | ---------------- | -------------------- | -------------------- |
| 1990 | Osaka, Japan                   |  | Italië           | Nederland            | Brazilië             |
| 1991 | Milaan, Italië                 |  | Italië           | Cuba                 | Sovjet-Unie          |
| 1992 | Genua, Italië                  |  | Italië           | Cuba                 | Verenigde Staten     |
| 1993 | São Paulo, Brazilië            |  | Brazilië         | Rusland              | Italië               |
| 1994 | Milaan, Italië                 |  | Italië           | Cuba                 | Brazilië             |
| 1995 | Rio de Janeiro, Brazilië       |  | Italië           | Brazilië             | Cuba                 |
| 1996 | Rotterdam, Nederland           |  | Nederland        | Italië               | Rusland              |
| 1997 | Moskou, Rusland                |  | Italië           | Cuba                 | Rusland              |
| 1998 | Milaan, Italië                 |  | Cuba             | Rusland              | Nederland            |
| 1999 | Mar del Plata, Argentinië      |  | Italië           | Cuba                 | Brazilië             |
| 2000 | Rotterdam, Nederland           |  | Italië           | Rusland              | Brazilië             |
| 2001 | Katowice, Polen                |  | Brazilië         | Italië               | Rusland              |
| 2002 | Belo Horizonte, Brazilië       |  | Rusland          | Brazilië             | Joegoslavië          |
| 2003 | Madrid, Spanje                 |  | Brazilië         | Servië en Montenegro | Italië               |
| 2004 | Rome, Italië                   |  | Brazilië         | Italië               | Servië en Montenegro |
| 2005 | Belgrado, Servië en Montenegro |  | Brazilië         | Servië en Montenegro | Cuba                 |
| 2006 | Moskou, Rusland                |  | Brazilië         | Frankrijk            | Rusland              |
| 2007 | Katowice, Polen                |  | Brazilië         | Rusland              | Verenigde Staten     |
| 2008 | Rio de Janeiro, Brazilië       |  | Verenigde Staten | Servië               | Rusland              |
| 2009 | Belgrado, Servië               |  | Brazilië         | Servië               | Rusland              |
| 2010 | Córdoba, Argentinië            |  | Brazilië         | Rusland              | Servië               |
| 2011 | Gdańsk, Polen                  |  | Rusland          | Brazilië             | Polen                |
| 2012 | Sofia, Bulgarije               |  | Polen            | Verenigde Staten     | Cuba                 |
| 2013 | Mar del Plata, Argentinië      |  | Rusland          | Brazilië             | Italië               |
| 2014 | Florence, Italië               |  | Verenigde Staten | Brazilië             | Italië               |
| 2015 | Rio de Janeiro, Brazilië       |  | Frankrijk        | Servië               | Verenigde Staten     |
| 2016 | Krakau, Polen                  |  | Servië           | Brazilië             | Frankrijk            |
| 2017 | Curitiba, Brazilië             |  |                  |                      |                      |

## Medaillespiegel
| Plaats | Land                 | Goud | Zilver | Brons | Totaal |
| 1      | Brazilië             | 9    | 6      | 4     | 18     |
| 2      | Italië               | 8    | 3      | 4     | 15     |
| 3      | Rusland              | 3    | 5      | 6     | 14     |
| 4      | Verenigde Staten     | 2    | 1      | 3     | 6      |
| 5      | Cuba                 | 1    | 5      | 3     | 9      |
| 6      | Servië               | 1    | 3      | 1     | 5      |
| 7      | Nederland            | 1    | 1      | 1     | 3      |
| 7      | Frankrijk            | 1    | 1      | 1     | 3      |
| 9      | Polen                | 1    | 0      | 1     | 2      |
| 10     | Servië en Montenegro | 0    | 2      | 1     | 3      |
| 11     | Joegoslavië          | 0    | 0      | 1     | 1      |
| 11     | Sovjet-Unie          | 0    | 0      | 1     | 1      |
| Totaal | Totaal               | 27   | 27     | 27    | 81     |